# 2001年のテレビドラマ (日本)
2001年のテレビドラマでは、2001年に日本国内で放送されたテレビドラマについてまとめる。

## NHKの主なテレビドラマ

### 正月時代劇
四千万歩の男・伊能忠敬
- 放送日：1月3日
- 原作：井上ひさし
- 脚本：尾西兼一
- 出演：橋爪功 他

### 連続テレビ小説
オードリー - 制作：NHK大阪放送局
- 放送日：2000年10月2日 - 2001年3月31日
- 脚本：大石静
- 出演：岡本綾 他

ちゅらさん
- 放送日：4月2日 - 9月29日
- 脚本：岡田惠和
- 出演：国仲涼子 他

ほんまもん - 制作：NHK大阪放送局
- 放送日：2001年10月1日 - 2002年3月30日
- 脚本：西荻弓絵
- 出演：池脇千鶴 他

### 大河ドラマ
北条時宗
- 放送日：1月7日 - 12月9日（全49話）
- 脚本：井上由美子
- 出演：和泉元彌 他

### 時代劇ロマン
藤沢周平の人情しぐれ町
- 放送日：1月8日 - 3月26日
- 原作：藤沢周平
- 脚本：神山由美子
- 出演：萩原健一 他

### ドラマDモード
もう一度キス
- 放送日：1月9日 - 3月13日
- 脚本：梅田みか
- 出演：窪塚洋介、ユン・ソンハ、加藤雅也 他

はっぴぃ・ウェディング
- 放送日：3月20日 - 27日
- 脚本：江頭美智留
- 出演：田畑智子、北村有起哉 他

陰陽師
- 放送日：4月3日 - 6月5日
- 原作：夢枕獏『陰陽師』（文春文庫刊）
- 脚本：小松江里子、長川千佳子、田中江里夏、渡辺美穂子
- 出演：稲垣吾郎（SMAP）、杉本哲太、本上まなみ、船木誠勝、山口紗弥加、後藤理沙 他

グッド★コンビネーション - 制作：NHK大阪放送局
- 放送日：6月12日 - 7月10日
- 脚本：森下直、元生茂樹
- 出演：鳥羽潤、川岡大次郎、安達祐実、中川家、間寛平、木内晶子 他

ルージュ
- 放送日：
  - 地上波：8月28日 - 10月9日
  - NHK衛星第2テレビジョン：8月23日 - 25日（先行）
- 原作：柳美里
- 脚本：田渕久美子
- 出演：今井絵理子、高島礼子、保坂尚輝、東儀秀樹、原田健二 他

トトの世界〜最後の野生児〜
- 放送日：
  - 地上波：10月16日 - 11月13日
  - NHK衛星第2テレビジョン：2月26日 - 3月2日（先行）
- 原作：さそうあきら
- 脚本：大森寿美男
- 出演：市川実和子、喜瀬健、小林聡美、大杉漣、大谷直子 他

光の帝国
- 放送日：12月4日 - 25日
- 原作：恩田陸
- 脚本：飯野陽子
- 出演：前田愛、檀ふみ、小日向文世、鈴木砂羽、村上雄太 他

### 金曜時代劇
お登勢
- 放送日：4月6日 - 6月22日
- 原作：船山馨
- 脚本：ジェームス三木
- 出演：沢口靖子 他

茂七の事件簿 ふしぎ草紙
- 放送日：6月29日 - 9月21日
- 原作：宮部みゆき『本所深川ふしぎ草紙』『初ものがたり』『幻色江戸ごよみ』より
- 脚本：金子成人
- 出演：高橋英樹、淡路恵子、星野真里、原田芳雄 他

山田風太郎 からくり事件帖-警視庁草紙より-
- 放送日：9月28日 - 11月23日
- 原作：山田風太郎「警視庁草紙」
- 脚本：杉山義法、斎藤樹実子
- 出演：小林桂樹、佐野浅夫、田辺誠一、原田知世 他

五瓣の椿
- 放送日：11月30日 - 12月28日
- 原作：山本周五郎
- 脚本：中島丈博
- 出演：国仲涼子、阿部寛、堺雅人 他

### ドラマ愛の詩
幻のペンフレンド2001
- 放送日：1月6日 - 3月24日
- 原作：眉村卓
- 脚本：山永明子、藤長野火子
- 出演：内山眞人、谷口紗耶香、加藤夏希、ダンカン、星野知子 他

ズッコケ三人組3 - 制作：NHK大阪放送局
- 放送日：4月7日 - 6月23日
- 原作：那須正幹
- 脚本：戸田山雅司、藤本匡介、三鬼一希
- 出演：米田良、井前隆一朗、佐野貴博、戸田恵梨香、内場勝則、春やすこ、今くるよ、清水圭 他

料理少年Kタロー - 制作：NHK大阪放送局
- 放送日：10月6日 - 12月15日
- 原作：令丈ヒロ子「料理少年」
- 脚本：輿水泰弘、砂本量、上杉祥三、犬童一心
- 出演：中村大輝、高田聖子、内藤裕敬、末成由美、佐藤江梨子、大橋絵里加、石塚義之（アリtoキリギリス）、生瀬勝久 他

### スペシャルドラマ
ドラマ愛の詩スペシャル『ズッコケ三人組VS双子探偵〜光の世界へ翔べ〜』
- 放送日：1月1日
- 原作：那須正幹、はやみねかおる
- 脚本：伴一彦
- 出演：石坂晴樹、三倉茉奈、三倉佳奈

## 日本テレビ系の主なテレビドラマ
史上最悪のデート
- 放送日：2000年12月3日 - 2001年4月29日
- 出演：ジャニーズJr. 他

ゼニゲッチュー!!
- 放送日：5月20日 - 6月24日
- 出演：風間俊介、長谷川純、錦戸亮、川島なお美、ルー大柴

### 読売テレビ制作・月曜10時
別れさせ屋
- 放送日：1月8日 - 3月5日
- 脚本：森下直 他
- 出演：村上里佳子、奥菜恵、中村俊介、峰竜太、野際陽子、内藤剛志 他

Pure Soul〜君が僕を忘れても〜
- 放送日：4月9日 - 6月25日
- 脚本：江頭美智留、松田裕子
- 出演：永作博美、緒形直人、寺脇康文、小栗旬、森本レオ、市毛良枝、大谷直子、室井滋 他

フレーフレー人生!
- 放送日：7月2日 - 9月10日
- 企画・原案：遊川和彦
- 脚本：横田理恵
- 出演：松下由樹、赤井英和、鈴木紗理奈、保坂尚輝、森公美子、石田純一 他

本家のヨメ
- 放送日：10月8日 - 12月10日
- 原作：岡田理知『本家のヨメ』（集英社『OFFICE YOU』連載）
- 脚本：中谷まゆみ
- 出演：岩下志麻、ビビアン・スー、中村俊介、高岡早紀、岸部一徳、ジュディ・オング、田中好子 他

### 水曜ドラマ
FACE〜見知らぬ恋人〜
- 放送日：1月10日 - 3月7日
- 原作：もりたゆうこ『愛してる』（集英社『kiss』連載）
- 脚本：若生恵美子、山田珠美
- 出演：高橋克典、仲間由紀恵 他

新・星の金貨
- 放送日：4月25日 - 6月27日
- 原案：野島伸司
- 脚本：武田菜穂
- 出演：星野真里、藤原竜也 他

ビューティ7
- 放送日：7月4日 - 9月12日
- 脚本：吉田智子、大久保智巳、西本洋子、関えり香、福田千津子
- 出演：桃井かおり 他

レッツ・ゴー!永田町
- 放送日：10月10日 - 12月12日
- 原案：ケニー鍋島・前川つかさ『票田のトラクター』（小学館『ビッグコミックオリジナル』『週刊ポスト』連載）
- 脚本：伴一彦
- 出演：石橋貴明、西村雅彦、佐藤B作、吉田日出子、辺土名一茶、柴咲コウ 他

### 土曜ドラマ
向井荒太の動物日記 〜愛犬ロシナンテの災難〜
- 放送日：1月13日 - 3月17日
- 脚本：吉田智子、福田卓郎、福田千津子、西本洋子、武田菜穂
- 出演：堂本剛 他

明日があるさ
- 放送日：4月21日 - 6月30日
- 脚本：高須光聖
- 出演：浜田雅功、藤井隆、東野幸治、田中直樹、遠藤章造、間寛平 他

金田一少年の事件簿
- 放送日：7月14日 - 9月15日
- 原作：金成陽三郎・天樹征丸・さとうふみや（講談社『週刊少年マガジン』連載）
- 脚本：小原信治、大石哲也、山崎淳也、浪江裕史、平田研也
- 出演：松本潤、鈴木杏、内藤剛志 他

歓迎!ダンジキ御一行様
- 放送日：10月20日 - 12月15日
- 脚本：大良美波子、輿水泰弘
- 出演：中村雅俊、遠藤章造、小川直也、中村俊太、泉谷しげる 他

## TBS系の主なテレビドラマ

### ナショナル劇場
大江戸を駈ける! - 制作：C.A.L
- 放送日：2000年11月2日 - 2001年3月19日
- 出演：原田龍二、田中健、野川由美子、田村高廣 他

水戸黄門 第29部 - 制作：C.A.L
- 放送日：4月2日 - 9月17日
- 出演：石坂浩二、岸本祐二、山田純大、由美かおる、コロッケ、加賀まりこ 他

こちら第三社会部 - 制作：テレパック
- 放送日：10月8日 - 12月17日
- 原作：大谷昭宏作・大島やすいち作画『こちら社会部』（講談社『ミスターマガジンKC』）
- 脚本：今井詔二、大久保昌一良 他
- 出演：渡辺謙 他

### 水曜10時
嫁はミツボシ。 - 制作：MMJ
- 放送日：4月11日 - 6月20日
- 脚本：清水有生
- 出演：木村佳乃、森田剛、西村雅彦、上戸彩、原田龍二、萬田久子、浅田美代子、橋爪功 他

マリア - 制作：共同テレビ
- 放送日：7月4日 - 9月12日
- 脚本：橋本裕志 他
- 出演：浅野温子、岡江久美子、菊川怜、後藤真希、東幹久、岡田義徳、関口知宏、岸惠子 他

ハンドク!!!
- 放送日：10月10日 - 12月12日
- 脚本：大石静
- 出演：長瀬智也（TOKIO）、内山理名、真中瞳、二宮和也（嵐）、沢村一樹、野際陽子 他

### 木曜9時
渡る世間は鬼ばかり 第5シリーズ
- 放送日：2000年10月5日 - 2001年9月27日
- 脚本：橋田壽賀子
- 出演：泉ピン子、藤岡琢也 他

3年B組金八先生 第6シリーズ
- 放送日：2001年10月11日 - 2002年3月28日
- 脚本：小山内美江子
- 出演：武田鉄矢、星野真里、佐野泰臣、鈴木正幸 他

### 金曜9時
ビッグウイング - 制作：木下プロダクション（現ドリマックス・テレビジョン）
- 放送日：1月12日 - 3月16日
- 脚本：矢島正雄
- 出演：内田有紀、柏原崇、坂井真紀、野際陽子 他

天国に一番近い男（第2シリーズ）
- 放送日：4月13日 - 6月29日
- 脚本：越智真人
- 出演：松岡昌宏（TOKIO）、陣内孝則、加藤あい、櫻井翔（嵐）、妻夫木聡、渡辺いっけい 他

ネバーランド - 制作：木下プロダクション（現ドリマックス・テレビジョン） ※最終作品
- 放送日：7月6日 - 9月14日
- 原作：恩田陸
- 脚本：砂本量
- 出演：今井翼（当時ジャニーズJr.）、三宅健（V6）、生田斗真（当時ジャニーズJr.）、村上信五（当時関西ジャニーズJr.、現関ジャニ∞）、田中聖（当時KAT-TUN）、高島礼子、野際陽子 他

### 金曜ドラマ
ストロベリー・オンザ・ショートケーキ
- 放送日：1月12日 - 3月16日
- 脚本：野島伸司
- 出演：滝沢秀明（当時ジャニーズJr.）、深田恭子、窪塚洋介、内山理名、石田ゆり子 他

昔の男 - 制作：テレパック
- 放送日：4月13日 - 6月29日
- 脚本：内館牧子
- 出演：藤原紀香、富田靖子、阿部寛、鈴木一真、黒谷友香、大沢たかお 他

世界で一番熱い夏
- 放送日：7月6日 - 9月14日
- 脚本・監修：都築浩
- 脚本：渡邉睦月、松田知子
- 出演：岸谷五朗、和久井映見、原沙知絵、風間俊介（当時ジャニーズJr.、現在ソロ活動）、田中邦衛 他

恋を何年休んでますか
- 放送日：10月19日 - 12月21日
- 脚本：吉田紀子
- 出演：小泉今日子、飯島直子、黒木瞳、伊藤英明、矢田亜希子、宮沢和史（当時THE BOOM）、山口祐一郎、仲村トオル 他

### 日曜劇場
白い影
- 放送日：1月14日 - 3月18日
- 原作：渡辺淳一
- 脚本：龍居由佳里
- 出演：中居正広、竹内結子、上川隆也、いかりや長介、津川雅彦 他

Love Story
- 放送日：4月15日 - 6月24日
- 脚本：北川悦吏子
- 出演：中山美穂、豊川悦司、香取慎吾、優香、加藤晴彦 他

恋がしたい恋がしたい恋がしたい
- 放送日：7月8日 - 9月16日
- 脚本：遊川和彦
- 出演：渡部篤郎、水野美紀、菅野美穂、及川光博、山田孝之、所ジョージ、白川由美 他

ガッコの先生
- 放送日：10月7日 - 12月16日
- 脚本：小松江里子
- 出演：堂本剛（KinKi Kids）、竹内結子、田中直樹（ココリコ）、いかりや長介 他

### 愛の劇場
温泉へ行こう 第2シリーズ - 制作：テレパック
- 放送日：2000年11月27日 - 2001年2月23日
- 脚本：石原武龍 他
- 出演：加藤貴子、田中実、あめくみちこ、藤村志保 他

新・天までとどけ2 - 制作：総合企画アンテンヌ
- 放送日：2月26日 - 4月20日
- 脚本：塩田千種 他
- 出演：松田美由紀、宮川大助 他

たのしい幼稚園 - 制作：ケイファクトリー
- 放送日：4月23日 - 7月20日
- 脚本：羽原大介 他
- 出演：高岡早紀 他

大好き!五つ子3 - 制作：VSO（現ドリマックス・テレビジョン）
- 放送日：7月23日 - 8月31日
- 脚本：浪江裕史 他
- 出演：森尾由美、新井康弘 他

ラブ&ファイト - 制作：共同テレビ
- 放送日：9月3日 - 11月30日
- 脚本：寺田敏雄 他
- 出演：宮本真希、涼風真世 他

ママまっしぐら!2 - 制作：ホリプロ
- 放送日：2001年12月3日 - 2002年1月25日
- 原案：富田安紀良「ほっといてよ!ママ」（集英社ヤングジャンプBJ）
- 脚本：渡辺典子
- 出演：芳本美代子、石橋保、栩原楽人、徳井優、大島蓉子、網浜直子、筒井康隆 他

### ドラマ30
君のままで - 制作：毎日放送
- 放送日：2000年12月4日 - 2001年2月2日
- 脚本：坂田義和
- 出演：床嶋佳子 他

幼稚園ゲーム〜お受験します!〜 - 制作：中部日本放送
- 放送日：2月5日 - 3月30日
- 原作：飛鳥あると『お受験します!』
- 脚本：畑嶺明
- 出演：奥貫薫 他

コンビにまりあ - 制作：中部日本放送
- 放送日：4月2日 - 5月25日
- 原作：三浦みつる『コンビにまりあ』
- 脚本：よしだあつこ
- 出演：北川弘美 他

いのちの現場から 第7シリーズ - 制作：毎日放送
- 放送日：5月28日 - 7月27日
- 出演：中村玉緒 他

キッズ・ウォー3 〜ざけんなよ〜 - 制作：中部日本放送
- 放送日：7月30日 - 9月28日
- 脚本：畑嶺明
- 出演：井上真央、生稲晃子、川野太郎、小谷幸弘、宮崎真汐、金澤匠、斉藤祥太、大和田伸也、島かおり 他

ひとりじゃないの - 制作：毎日放送
- 放送日：10月1日 - 11月23日
- 脚本：西岡琢也
- 出演：小川範子 他

バトルファミリー〜私、恋します〜 - 制作：中部日本放送
- 放送日：11月26日 - 2002年1月25日
- 原作：西尚美「お姑(かあ)さまといわれても」
- 脚本：
- 出演：山本陽子、戸川京子 他

## フジテレビ系の主なテレビドラマ

### 月曜9時
HERO
- 放送日：1月8日 - 3月19日
- 脚本：大竹研、福田靖、秦建日子、田辺満
- 出演：木村拓哉、松たか子、大塚寧々、阿部寛、勝村政信、小日向文世、八嶋智人、角野卓造、児玉清 ほか

ラブ・レボリューション
- 放送日：4月9日 - 6月25日
- 脚本：藤本有紀
- 出演：江角マキコ、米倉涼子、藤木直人、押尾学、山本圭壱、酒井美紀、松本留美、西岡徳馬 ほか

できちゃった結婚
- 放送日：7月2日 - 9月10日
- 脚本：吉田紀子、山田珠美
- 出演：竹野内豊、広末涼子、石田ゆり子、阿部寛、片瀬那奈、妻夫木聡、沢村一樹、木の実ナナ、千葉真一 ほか

アンティーク 〜西洋骨董洋菓子店〜
- 放送日：10月8日 - 12月17日
- 原作：よしながふみ「西洋骨董洋菓子店」
- 脚本：岡田惠和
- 出演：滝沢秀明、椎名桔平、藤木直人、小雪、えなりかずき、西野妙子、小林すすむ、眞鍋かをり、辻萬長、阿部寛

### 火曜9時
女子アナ。 - 制作：共同テレビ
- 放送日：1月9日 - 3月20日
- 脚本：前川洋一
- 出演：水野美紀、ともさかりえ、伊藤英明、佐藤藍子、国分佐智子、吉沢悠、木村多江、大杉漣、大友康平、片平なぎさ ほか

新・お水の花道 - 制作：共同テレビ
- 放送日：4月10日 - 6月26日
- 原作：城戸口静作・理花作画『お水の花道』（講談社KISS連載）
- 脚本：梅田みか
- 出演：財前直見、上川隆也、長嶋一茂、原沙知絵、真中瞳、伊東美咲、黒坂真美、矢沢心、佐藤B作、戸田恵子 ほか

救命病棟24時
- 放送日：7月3日 - 9月18日
- 脚本：福田靖
- 出演：江口洋介、松雪泰子、渡辺いっけい、伊藤英明、須藤理彩、田畑智子、小日向文世、宮迫博之、谷原章介 ほか

さよなら、小津先生 - 制作：共同テレビ
- 放送日：10月9日 - 12月18日
- 脚本：君塚良一
- 出演：田村正和、ユースケ・サンタマリア、瀬戸朝香、西田尚美、京野ことみ、小日向文世、谷啓 ほか

### 関西テレビ・火曜9時
2001年のおとこ運 - 制作：AVEC
- 放送日：1月9日 - 3月20日
- 脚本：野依美幸
- 出演：菅野美穂、田辺誠一、押尾学、片瀬那奈、有坂来瞳、山本未來、吹越満 ほか

ルーキー! - 制作：MMJ
- 放送日：4月10日 - 6月26日
- 脚本：尾崎将也、旺季志ずか
- 出演：堂本光一（KinKi Kids）、内山理名、筧利夫、石原良純、山下真司、黒木瞳 ほか

ウソコイ - 制作：大映（現角川書店）
- 放送日：7月3日 - 9月17日
- 脚本：高橋ナツコ
- 出演：中井貴一、フェイ・ウォン、仲間由紀恵、中村俊介、布施明、大杉漣、生瀬勝久 ほか

傷だらけのラブソング - 制作：MMJ
- 放送日：10月9日 - 12月18日
- 脚本：尾崎将也
- 出演：高橋克典、加藤あい、中島美嘉、金子賢、畑野浩子、石原良純、川島なお美、西岡徳馬 ほか

### 水曜9時
ロケット・ボーイ
- 放送日：1月10日 - 3月21日
- 脚本：宮藤官九郎
- 出演：織田裕二、ユースケ・サンタマリア、市川染五郎、須藤理彩、京野ことみ、中嶋朋子、山本圭、竜雷太、渡辺いっけい ほか

私を旅館に連れてって - 制作：共同テレビ
- 放送日：4月11日 - 6月27日
- 脚本：相沢友子、太田愛
- 出演：観月ありさ、矢田亜希子、金子賢、梶原善、黒川芽以、酒井敏也、岸田健作、田村英里子、浅野ゆう子、風間杜夫 ほか

ファイティング・ガール - 制作：共同テレビ
- 放送日：7月4日 - 9月19日
- 脚本：神山由美子
- 出演：深田恭子、ユンソナ、坂口憲二、天海祐希、平山あや、安居剣一郎、勝村政信、笹野高史、泉谷しげる、萩原健一 ほか

水曜日の情事
- 放送日：10月10日 - 12月19日
- 原作・脚本：野沢尚
- 出演：本木雅弘、天海祐希、原田泰造、谷原章介、伊東美咲、木村多江、金子さやか、田山涼成、北村一輝、石田ひかり ほか

### 木曜劇場
カバチタレ!
- 放送日：1月11日 - 3月22日
- 原作：田島隆作・東風孝広作画『カバチタレ!』
- 脚本：大森美香
- 出演：常盤貴子、深津絵里、山下智久（当時ジャニーズJr.、後にNEWSに加入するが現在は脱退）、篠原涼子、岡田浩暉、岡田義徳、小林聡美、陣内孝則 ほか

ムコ殿
- 放送日：4月12日 - 6月28日
- 脚本：いずみ吉紘
- 出演：長瀬智也（TOKIO）、竹内結子、相葉雅紀（嵐）、鈴木杏樹、篠原涼子、神木隆之介、おかやまはじめ、つんく♂、小雪、段田安則、秋吉久美子、宇津井健 ほか

非婚家族
- 放送日：7月5日 - 9月20日
- 原作：柴門ふみ
- 脚本：高橋留美、池田晴海
- 出演：真田広之、鈴木京香、米倉涼子、MAKOTO、黒谷友香、一戸奈未、泉澤祐希、宇崎竜童 ほか

スタアの恋 - 制作：共同テレビ
- 放送日：10月11日 - 12月20日
- 脚本：中園ミホ、橋部敦子
- 出演：藤原紀香、草彅剛、勝村政信、古田新太、安西ひろこ、長谷川京子、宇梶剛士、戸田恵子、筧利夫 ほか

### 東海テレビ制作昼の帯ドラマ
女優・杏子 - 制作：泉放送制作
- 放送日：1月4日 - 3月30日
- 原作：うつみ宮土理『晩鐘』
- 脚本：小森名津
- 出演：荻野目慶子 ほか

愛のことば - 制作：テレパック
- 放送日：4月2日 - 6月29日
- 原作：久世光彦『卑弥呼』
- 脚本：高田純、高野和明
- 出演：鶴水瑠衣、岡本光太郎、山口いづみ、杉田かおる、大橋吾郎、秋川リサ、淡島千景、峰岸徹 ほか

はるちゃん5 - 制作：国際放映
- 放送日：7月2日 - 10月1日
- 原作：青柳裕介
- 脚本：深沢正樹、吉村ゆう、清水喜美子
- 出演：中原果南 ほか

レッド - 制作：ビデオフォーカス
- 放送日：10月2日 - 12月28日
- 原作：エリカ・スピンドラー『レッド』
- 脚本：小森名津、田部俊行
- 出演：遊井亮子、関口知宏、村井克行、朝加真由美、寺田農 ほか

## テレビ朝日系の主なテレビドラマ

### 月曜時代劇
暴れん坊将軍（第11シリーズ） - 制作：東映
- 放送日：7月5日 - 12月17日
- 出演：松平健 他

### 水曜21時枠刑事ドラマ
はみだし刑事情熱系PART5
- 放送日：2000年10月4日 - 2001年3月28日
- 出演：柴田恭兵、風吹ジュン、風間トオル、前田愛 他

はぐれ刑事純情派（第14シリーズ）
- 放送日：4月4日 - 9月26日
- 出演：藤田まこと 他

はみだし刑事情熱系PART6
- 放送日：2001年10月3日 - 2002年3月27日
- 出演：柴田恭兵、風吹ジュン、風間トオル、木内晶子 他

### 木曜時代劇
八丁堀の七人（第2シリーズ） - 制作：東映
- 放送日：1月18日 - 3月15日
- 出演：片岡鶴太郎、村上弘明 他

十手人 - 制作：東映
- 放送日：4月19日 - 6月28日
- 原作：押川國秋
- 脚本：坂田義和、志村正浩、ちゃき克彰
- 出演：高嶋政伸、酒井美紀、柳沢慎吾、加賀まりこ、渡瀬恒彦 他

### 木曜ミステリー
京都迷宮案内（第3シリーズ） - 制作：東映
- 放送日：1月18日 - 6月21日
- 出演：橋爪功、的場浩司、大路恵美、野際陽子 他

オヤジ探偵 - 制作：東映
- 放送日：7月12日 - 9月13日
- 脚本：輿水泰弘、櫻井武晴
- 出演：中村雅俊、片平なぎさ 他

科捜研の女（第3シリーズ） - 制作：東映
- 放送日：11月1日 - 12月20日
- 脚本：深沢正樹、戸田山雅司、高山直也
- 出演：沢口靖子、内藤剛志 他

### 木曜ドラマ
お前の諭吉が泣いている - 制作：dentsu
- 放送日：1月11日 - 3月15日
- 企画・脚本：遊川和彦
- 脚本：森下佳子
- 出演：東山紀之（少年隊）、松下由樹、国分太一（TOKIO）、小雪、ヒロミ、長塚京三 他

R-17 - 制作：MMJ
- 放送日：4月12日 - 6月28日
- 原案：ももち麗子
- 脚本：寺田敏雄、瀧川晃代
- 出演：中谷美紀、桃井かおり、田辺誠一、黒澤優、佐藤仁美、西村雅彦 他

氷点2001 - 制作：MMJ
- 放送日：7月12日 - 9月20日
- 原作：三浦綾子
- 脚本：中園ミホ、相内美生、小野沢美暁
- 出演：浅野ゆう子、末永遥、鳥羽潤、戸田恵子、益岡徹、吉田栄作、三浦友和 他

最後の家族 - 制作：THE WORKS
- 放送日：10月18日 - 12月13日
- 原作・脚本：村上龍
- 出演：樋口可南子、赤井英和、吉沢悠、松浦亜弥 他

### 金曜ナイトドラマ
愛は正義 - 制作：ファインエンターテイメント
- 放送日：1月12日 - 3月16日
- 脚本：石原武龍 他
- 出演：中村玉緒、木村昇、井上晴美、萩野崇、今井雅之 他

OLヴィジュアル系（第2シリーズ）- 制作：CUC
- 放送日：4月13日 - 6月22日
- 脚本：高橋ナツコ 他
- 出演：鈴木紗理奈、上原さくら、遠山景織子、原田龍二、オダギリジョー、升毅 他

生きるための情熱としての殺人
- 放送日：7月6日 - 9月27日
- 原作：林秀彦（講談社刊ノヴェライズ版）
- 脚本：林誠人、田中江里夏
- 出演：釈由美子、高岡早紀、横山めぐみ、鈴木一真、伊原剛志、とよた真帆 他

嫉妬の香り - 制作：MMJ
- 放送日：10月12日 - 12月27日
- 原作：辻仁成
- 脚本：吉田玲子、後藤法子
- 出演：川原亜矢子、本上まなみ、堺雅人、オダギリジョー、寺脇康文 他

### 土曜ナイトドラマ
ココだけの話 - 制作：共同テレビ
- 放送日：1月13日 - 3月17日
- 出演：森本レオ、池谷のぶえ、上原歩

e's 危険な扉-愛を手錠で繋ぐ時- - 制作：OGA
- 放送日：4月14日 - 6月30日
- 脚本：山崎淳也
- 出演：鳥羽潤、原千晶、伊藤裕子、細川茂樹 他

早乙女タイフーン - 制作：オメガ・ピクチャーズ（現オメガプロジェクト・ホールディングス）
- 放送日：7月7日 - 9月22日
- 原作：くじらいいく子
- 脚本：小原信治
- 出演：加藤晴彦、吉沢悠、篠原涼子、石井正則（アリtoキリギリス）、一色紗英 他